# Ariel Pestano
Ariel Pestano (ur. 31 stycznia 1974) – kubański baseballista występujący na pozycji łapacza, uważany za jednego z największych zawodników w historii Kuby. Brał udział w igrzyskach olimpijskich w 2000, 2004 i 2008 zdobywając zarówno medal złoty i dwukrotnie srebrny, a także reprezentował swój kraj w turnieju World Baseball Classic w 2006 i 2009 roku.